# Булатов, Владимир Семёнович
Владимир Семенович Булатов (7 января 1910, город Кострома, Костромской области, Российская Федерация — 1999) — советский партийный деятель, 1-й секретарь Крымского обкома ВКП(б). Член Центральной Ревизионной Комиссии ВКП(б) в 1939-1952 г. Депутат Верховного Совета СССР 1-го созыва (с 1940 года).

## Биография
Родился в семье рабочего водника-штурвальника. В 1923 году окончил четыре класса городского училища в городе Костроме. В 1924 году вступил в комсомол.
В октябре — ноябре 1925 года — рассыльный Всесоюзного нефтяного синдиката ВСНХ СССР в городе Самаре. В декабре 1925 — декабре 1926 года — ученик кочегара на пароходах «Сенгилей» и «Бабушка» Самарского районного управления речного транспорта. В январе — апреле 1927 г. — слушатель курсов кочегаров при Самарской школе фабрично-заводского обучения. В мае 1927 — апреле 1929 г. — кочегар на пароходе «Бабушка». В мае — октябре 1929 г. — смазчик парохода «Владимир» Волжского государственного речного пароходства в городе Нижнем Новгороде.
В ноябре 1929 — марте 1930 г. — секретарь комитета ВЛКСМ Сталинградского затона Волжского государственного речного пароходства. В апреле — ноябре 1930 года — смазчик парохода «Феликс Дзержинский» Волжского государственного речного пароходства в городе Нижнем Новгороде.
Член ВКП(б) с августа 1930 года.
В декабре 1930 — феврале 1931 г. — секретарь комитета ВЛКСМ Саратовского затона Волжского государственного речного пароходства. В марте — апреле 1931 г. — студент Балаковского техникума водных путей сообщения. В мае — октябре 1931 г. — помощник механика парохода «Соперник» Волжского государственного речного пароходства в городе Нижнем Новгороде. В ноябре 1931 — августе 1933 г. — студент Балаковского техникума водных путей сообщения, окончил два курса.
В сентябре 1933 — апреле 1934 г. — инспектор Средне-Волжской краевой Контрольной Комиссии ВКП(б) — Рабоче-Крестьянской инспекции.
В мае 1934 — январе 1935 г. — секретарь Абдулинского районного комитета ВЛКСМ Средне-Волжского края. В феврале 1935 — августе 1937 г. — секретарь Илецкого районного комитета ВЛКСМ Оренбургской области. В сентябре— октябре 1937 г. — 2-й секретарь Илецкого районного комитета ВКП(б) Оренбургской области. В ноябре 1937 — июле 1938 г. — 2-й секретарь Оренбургского областного комитета ВЛКСМ.
В августе 1938 — январе 1939 г. — 1-й секретарь Бузулукского районного комитета ВКП(б) Оренбургской области. В январе 1939 года — ответственный организатор отдела руководящих партийных органов ЦК ВКП(б) в Москве.
В январе 1939 — мае 1944 года — 1-й секретарь Крымского областного комитета ВКП(б).

### Великая Отечественная война
Участник Великой Отечественной войны с 1941 года. В июне 1941 — июле 1942 года — член Военного совета Черноморского флота. В апреле — августе 1942 года — член Военного совета Крымского фронта. В декабре 1942 — мае 1944 годов — уполномоченный Центрального штаба партизанского движения по Крымской АССР, начальник Крымского штаба партизанского движения. С июня 1941 года до мая 1944 года работал в городе Сочи Краснодарского края.
14 мая 1944 года в Симферополе состоялся большой митинг трудящихся Крыма и воинов 4-го Украинского фронта в честь полного освобождения Крыма при участии генералов Ф. И. Толбухина, Я. Г. Крейзера, Г. Ф. Захарова, Т. Т. Хрюкина и других. Власти Крыма представлял первый секретарь обкома В. С. Булатов, секретарь Симферопольского горкома С. В. Мартынов.

### Послевоенные годы
В мае — июле 1944 года — в резерве ЦК ВКП(б) в Москве. В июле 1944 — октябре 1946 года — заместитель начальника управления Средне-Волжского речного пароходства в городе Куйбышеве.
В октябре 1946 — августе 1949 года — слушатель Высшей партийной школы при ЦК ВКП(б) в Москве.
В сентябре 1949 — феврале 1955 г. — заместитель начальника по портам и пристаням управления Волжского грузового речного пароходства в городе Куйбышеве. В феврале 1955 — марте 1958 г. — заместитель начальника управления Куйбышевского линейного пароходства. В марте 1958 — в июне 1959 г. — заместитель начальника Куйбышевского линейного пароходства по эксплуатации, одновременно в марте 1958 — ноябре 1961 г. — начальник Ставропольского-на-Волге летнего порта в Куйбышевской области.
В ноябре 1961 — апреле 1963 г. — заместитель начальника управления пароходства «Волготанкер» в городе Куйбышеве. В мае 1963 — в апреле 1973 г. — начальник Куйбышевского летнего порта в Куйбышевской области. В апреле — сентябре 1973 г. — на пенсии. С сентября 1973 года — заместитель начальника конторы управления пароходства «Волготанкер» в городе Куйбышеве.
Затем — персональный пенсионер союзного значения в городе Куйбышеве (Самаре).

## Звания
- бригадный комиссар
- капитан I ранга (1951)

## Награды
- орден Октябрьской Революции
- орден Трудового Красного Знамени
- орден Отечественной войны 1-го ст.
- орден Отечественной войны 2-го ст. (6.04.1985)
- ордена
- медали